# Yungay (provincie)
| Yungay                                                 | Yungay                                   |
| ------------------------------------------------------ | ---------------------------------------- |
| Harta localizării provinciei în cadrul regiunii Ancash |                                          |
| Informații generale                                    |                                          |
| Nume nativ                                             | Provincia de Yungay                      |
| Țară                                                   | Peru                                     |
| Regiune                                                | Ancash                                   |
| Primar                                                 | Cico Fernando Álamo Figueroa (2007-2010) |
| - Capitală                                             | Yungay                                   |
| - Suprafață totală                                     | 277 km2                                  |
| Cel mai înalt punct                                    | Huascarán (6 768 mdnm)                   |
| - Districte                                            | 8                                        |
| Populație                                              |                                          |
| An recensământ                                         | 2005                                     |
| - Totală                                               | 19 100                                   |
| - Densitate                                            | 68,95/km2                                |
| Fus orar                                               | UTC-5                                    |
| Sit web                                                | http://www.muniyungay.gob.pe/            |
| UBIGEO                                                 | 0220                                     |
| Modifică text                                          |                                          |

Yungay este una dintre cele douăzeci de provincii din regiunea Ancash din Peru. Capitala este orașul Yungay. Se învecinează cu provinciile Huaylas, Pomabamba, Mariscal Luzuriaga, Carlos Fermín Fitzcarrald, Asunción, Carhuaz, Huaraz, Casma și Santa.

## Diviziune teritorială
Provincia este divizată în 8 districte (spaniolă: distritos, singular: distrito):
- Yungay
- Cascapara
- Mancos
- Matacoto
- Quillo
- Ranrahírca
- Shupluy
- Yanama

## Grupuri etnice
Provincia este locuită de către urmași ai populațiilor quechua. Limba Quechua este limba care a fost învățată de către majoritatea populației (procent de 73,19%) în copilărie, iar  26,48% dintre locuitori au vorbit pentru prima dată spaniolă. (Recensământul peruan din 2007)